# Cantón de Astaffort
El cantón de Astaffort era una división administrativa francesa, que estaba situada en el departamento de Lot y Garona y la región de Aquitania.

## Composición
El cantón estaba formado por ocho comunas:
- Astaffort
- Caudecoste
- Cuq
- Fals
- Layrac
- Saint-Nicolas-de-la-Balerme
- Saint-Sixte
- Sauveterre-Saint-Denis

## Supresión del cantón de Astaffort
En aplicación del Decreto nº 2014-257 de 26 de febrero de 2014, el cantón de Astaffort fue suprimido el 22 de marzo de 2015 y sus 8 comunas pasaron a formar parte del nuevo cantón del Sureste de Agen.